# NGC 2673
NGC 2673 é uma galáxia elíptica (E) localizada na direcção da constelação de Cancer. Possui uma declinação de +19° 04' 29" e uma ascensão recta de 8 horas, 49 minutos e 24,1 segundos.
A galáxia NGC 2673 foi descoberta em 19 de Dezembro de 1849 por William Parsons.